# Liste du patrimoine immobilier classé d'Anthisnes
Cette page regroupe l'ensemble du patrimoine immobilier classé de la ville belge d'Anthisnes.
| Objet | Année de construction / Architecte | Adresse                   | Section communale | Coordonnées                      | Numéro d’inventaire | Illustration |
| --- | ---------------------------------- | ------------------------- | ----------------- | -------------------------------- | ------------------- | --- |
| Ferme abbatiale Saint-Laurent |                                    | Avenue de l'Abbaye n°4    | Anthisnes         | 50° 28′ 48″ nord, 5° 31′ 31″ est | 61079-CLT-0001-01   | Ferme abbatiale Saint-Laurent |
| Château, dit de l'Avouerie d'Anthisnes |                                    | Avenue de l'Abbaye 19     | Anthisnes         | 50° 28′ 47″ nord, 5° 31′ 24″ est | 61079-CLT-0003-01   | Château, dit de l'Avouerie d'Anthisnes                                                                                              |
| Les façades et toitures de l'ancienne brassine accolée au donjon du château de l'Avouerie d'Anthisnes ainsi que celles de l'ancien fournil (M). Établissement d'une zone de protection reprenant l'ancien mur d'enceinte allant jusqu'à la ferme du Pouxhon ainsi que les petites maisons situées place du Vieux Château, n°1 à 8 (ZP).                                     |                                    |                           | Anthisnes         | 50° 28′ 47″ nord, 5° 31′ 25″ est | 61079-CLT-0004-01   | Château de l'Avouerie |
| Tilleul, dit tilleul des Floxhes |                                    |                           | Anthisnes         | 50° 28′ 10″ nord, 5° 29′ 44″ est | 61079-CLT-0005-01   | Tilleul, dit tilleul des Floxhes |
| Site formé par l'église Saint-Pierre, le vieux cimetière qui l'entoure avec son mur de pierre et le tilleul qui y croît. |                                    |                           | Hody              | 50° 29′ 14″ nord, 5° 30′ 04″ est | 61079-CLT-0006-01   | Site formé par l'église Saint-Pierre, le vieux cimetière qui l'entoure avec son mur de pierre et le tilleul qui y croît.            |
| L'église Saint-Pierre |                                    |                           | Hody              | 50° 29′ 14″ nord, 5° 30′ 06″ est | 61079-CLT-0007-01   | L'église Saint-Pierre |
| Château de Vien (façades, toiture, salle à manger, salon central du rez-de-chaussée), deux pavillons d'entrée (façades et toitures) |                                    | Rue de l'Église, n° 20-22 | Vien              | 50° 28′ 31″ nord, 5° 29′ 46″ est | 61079-CLT-0008-01   | Château de Vien (façades, toiture, salle à manger, salon central du rez-de-chaussée), deux pavillons d'entrée (façades et toitures) |
| Parc et alentours du château de Vien |                                    | Rue de l'Église, n° 20-22 | Vien              | 50° 28′ 33″ nord, 5° 29′ 25″ est | 61079-CLT-0009-01   | Parc et alentours du château de Vien                                                                                                |
| Orgues de l'église Saint-Martin de Tavier |                                    |                           | Tavier            | 50° 29′ 47″ nord, 5° 28′ 16″ est | 61079-CLT-0010-01   | Image manquanteTéléverser |
| Vallon de Tavier en Condroz et ses alentours. |                                    |                           | Tavier            | 50° 29′ 22″ nord, 5° 27′ 39″ est | 61079-CLT-0011-01   | Vallon de Tavier en Condroz et ses alentours.                                                                                       |
| Parties de la ferme d'Omalius, à savoir : - l'ensemble des bâtiments (façades et toitures) à l'exception du logis au centre de l'aile nord et des annexes agricoles en appendice aux ailes est et sud; - le pavage de la cour; - le perron du jardin; - les étables (intérieur et extérieur); - la cheminée style Renaissance située dans le logis de l'entrée de la ferme. |                                    | Avenue de l'Abbaye n°2    | Anthisnes         | 50° 28′ 46″ nord, 5° 31′ 32″ est | 61079-CLT-0012-01   | Image manquanteTéléverser |
| Les façades, toitures et charpentes du château de Villers-aux-Tours, le perron, la cage d'escalier à l'intérieur, les cheminées de la salle de réception ainsi que le pont en pierre reliant le château à la ferme et les façades et toitures de ladite ferme à Anthisnes (M), établissement d'une zone de protection aux abords (ZP).                                      |                                    |                           | Villers-aux-Tours | 50° 30′ 04″ nord, 5° 31′ 05″ est | 61079-CLT-0013-01   | Château de Villers-aux-Tours |
| Les peintures murales de l'ancienne église Saint-Maximin, partie de la ferme abbatiale Saint-Laurent. |                                    |                           | Anthisnes         | 50° 28′ 47″ nord, 5° 31′ 31″ est | 61079-PEX-0001-01   | Les peintures murales de l'ancienne église Saint-Maximin, partie de la ferme abbatiale Saint-Laurent.                               |
| Le décor peint des 16e et 18e s. de l'église Saint-Pierre. |                                    |                           | Hody              | 50° 29′ 14″ nord, 5° 30′ 06″ est | 61079-PEX-0002-01   | Le décor peint des 16e et 18e s. de l'église Saint-Pierre.                                                                          |